# Laminaria digitata
A Laminaria digitata a sárgásmoszatok törzsébe tartozó faj.

## Előfordulása
A Laminaria digitata elterjedési területe az Atlanti-óceán, az Északi-tenger, a Balti-tenger nyugati része. Helgoland körül gyakori. Sokszor az áramlás és a hullámverés sodorja partra.

## Megjelenése
A Laminaria digitata több évig élő, gyökér-, szár- és levélszerű részre különülő, másfél méter hosszúságot elérő, olajbarna, sárgásbarna színű barnamoszat. A gyökérszerű rész elágazó rögzítőszervekből áll. A szárszerű rész erőteljes, hajlékony, átmérője elérheti a 4 centimétert, keresztmetszetben kör alakú. Felfelé levélszerű vegetatív szervvé laposodik. Ez nemsokára több-kevesebb szalagszerű részre tagolódik, amelyek legyezőszerűen rendeződnek el. Számuk a tenyészhely szerint változik.

## Életmódja
A Laminaria digitata az árapályzóna alsó sávjában és a parti vizekben legfeljebb 6 méter mélységig él.